# Laza Kostić
Lazar "Laza" Kostić (Império Austríaco, 12 de fevereiro de 1841 Viena, 27 de novembro de 1910) foi um escritor, poeta, advogado, jornalista, publicista, estético e político sérvio, considerado uma das maiores mentes por trás da literatura da Sérvia. Kostić escreveu cerca de 150 letras, 20 poemas épicos, três dramas, uma monografia, diveros ensaios, histórias curtas e uma grande variedade de artigos. Promoveu o estudo da literatura inglesa e, ao lado de  Jovan Andrejević-Joles, foi um dos primeiros a traduzir sistemicamente as obras de William Shakespeare para a língua sérvia. Além disso, também escreveu uma introdução dos trabalhos de Shakespeare para a cultura da Sérvia.